# Orange County (Florida)
Orange County je okres (county) amerického státu Florida založený v roce 1845. Správním střediskem a zároveň největším městem je Orlando. K roku 2016 zde žilo přibližně 1 314 367 obyvatel.

## Sousední okresy
| Růžice kompasu |             | Seminole County         | Volusia County | Růžice kompasu |
| Růžice kompasu | Lake County | Sever                   | Brevard County | Růžice kompasu |
| Růžice kompasu | Lake County | Orange County (Florida) | Brevard County | Růžice kompasu |
| Růžice kompasu | Lake County | Jih                     | Brevard County | Růžice kompasu |
| Růžice kompasu | Polk County | Osceola County          |                | Růžice kompasu |